# 广信军
广信军，中国宋朝的行政区划——军。
宋太宗太平兴国六年（981年），以易州遂城县为威勇军，宋真宗景德元年（1004年），改威勇军为广信军，属于河北西路，治所在遂城县（今河北省徐水县西二十五里），下辖一县：遂城县。宋徽宗崇宁年间四千四百四十五户，口八千七百三十八口。贡、栗。金朝天会七年（1129年），改广信军置遂州。